# Tảo đỏ
Tảo đỏ là những sinh vật quang tự dưỡng thuộc ngành Rhodophyta. Phần lớn các loài rong đều thuộc nhóm này. Các thành viên trong ngành có đặc điểm chung là màu đỏ tươi hoặc tía. Màu sắc của chúng là do các hạt sắc tố phycobilin tạo thành. Phycobilin là sắc tố đặc trưng cho tảo đỏ và vi khuẩn lam. Người ta cho rằng lục lạp của tảo đỏ có nguồn gốc từ vi khuẩn lam cộng sinh với tảo mà thành.
Hiện nay đã phân loại được gần 4.000 loài tảo đỏ, phần lớn sống ở biển, chỉ có một số ít sống ở nước ngọt. Mặc dù tảo đỏ có mặt ở tất cả các đại dương nhưng chúng chỉ phổ biến ở các vùng biển ấm nhiệt đới nơi chúng có thể phân bố sâu hơn bất kỳ một sinh vật quang hợp nào. Tảo đỏ là các sinh vật đa bào và cơ thể phân nhiều nhánh. Tuy nhiên, cơ thể chúng lại không có sự biệt hóa thành các mô riêng biệt. Thành tế bào tảo đỏ có một lớp cứng bằng cellulose ở bên trong và một lớp gelatin ở bên ngoài. Tế bào của chúng có thể có một hay nhiều nhân tùy thuộc vào từng loài. Tế bào phân chia bằng cách nguyên phân. Tảo đỏ hoàn toàn không có roi bơi; không có các tế bào có khả năng di chuyển ở bất kỳ dạng nào.
Lạp lục trong tế bào tảo đỏ có phycobilin, chlorophyl a, carotene và xanthophyll. Ở vùng sâu đại dương, ánh sáng xâm nhập tới có bước sóng rất khác so với các thủy vực nông, trong điều kiện đó phycobilin có khả năng hấp thụ ánh sáng tốt hơn so với chlorophyl a. Điều này đã giải thích tại sao tảo đỏ có thể phân bố tới độ sâu 268 m (879 ft). Hợp chất carbonhydrate tích lũy trong tảo đỏ dưới dạng tinh bột floridean, một dạng polymer đặc biệt của glucose khác với dạng tinh bột của các loài thực vật khác.
Chu trình sống của tảo đỏ vô cùng phức tạp, liên quan tới một pha đơn bội và hai pha lưỡng bội. Phần lớn tảo đỏ nước mặn có cơ thể mềm mại, mỏng manh còn được gọi là thalli. Tuy nhiên tảo rạn san hô (coralline algae) có cơ thể được calci hóa nên khá vững chắc. Nó là một phần quan trọng trong việc tạo thành rạn san hô ở các vùng biển nhiệt đới. Vì cấu trúc thành tế bào vững trắc như vậy nên hóa thạch của chúng từ cách đây khoảng 700 triệu năm vẫn còn khá nhiều. Ngày nay người ta có thể chiết suất agar từ một vài giống tảo đỏ để làm môi trường nuôi cấy vi khuẩn và nhiều sinh vật khác. Bên cạnh đó nó cũng là một nguồn iode quan trọng.

## Phân loại
Hệ thống phân loại gần đây nhất là của Saunders vào năm 2004. Tuy nhiên cần chú ý rằng trong khi đây là một hệ thống phân loại đã được xuất bản hợp lệ nhưng nó không có nghĩa là chúng ta bắt buộc phải sử dụng theo, hệ thống phân loại của tảo vẫn còn tương đối lỏng lẻo.
Giới: Plantae (Thực vật) 
Phân giới: Rhodoplantae
Ngành 1: Cyanidiophyta 
Lớp: Cyanidiophyceae
Ngành 2: Rhodophyta
Phân ngành 1: Rhodellophytina
Lớp: Rhodellophyceae
Phân ngành 2: Metarhodophytina 
Lớp: Compsopogonophyceae
Phân ngành 3: Eurhodophytina
Lớp 1: Bangiophyceae
Lớp 2: Florideophyceae
Phân lớp 1: Hildenbrandiophycidae
Phân lớp 2: Nemaliophycidae
Phân lớp 3: Ahnfeltiophycidae
Phân lớp 4: Rhodymeniophycidae